# أبو مقص (حشرة)
أبو مقص أو إبرة العجوز أو ثاقبة الأذن أو ديرموبترات أو حشرة الأذن (بالإنجليزية: Earwig)‏ من رتبة جلدية الأجنحة (الاسم العلمي: Dermaptera)، والتي تنتشر في الأمريكتين وإفريقيا وأوروبا وآسيا وأستراليا ونيوزيلندا. ومن خلال حوالي 2,000 نوع في 12 عائلة، تعد هذه الرتبة واحدة من أصغر رتب الحشرات. ويمتلك أبو مقص قرون شرجية مميزة وزوجًا من الملاقط الكماشة على بطنها، بالإضافة إلى أجنحة غشائية تكن مطوية تحت الأجنحة الأمامية القصيرة، وبالتالي فإن الاسم العلمي للرتبة هو «ذوات الأجنحة الجلدية». وبعض المجموعات تكون عبارة عن طفيليات صغيرة تعيش على الثدييات وتفتقد إلى الكماشات النموذجية. ونادرًا ما يستخدم أبو مقص القدرة على الطيران.
وأبو مقص هو حشرة ليلية، وغالبًا ما تختبئ في الشقوق الصغيرة والرطبة أثناء اليوم، وتنشط أثناء الليل، وتتغذى على مجموعة من الحشرات والنباتات. وغالبًا ما يلقى باللائمة على حشرات أبو مقص فيما يتعلق بالأضرار التي تصيب ورق الشجر والزهور والمحاصيل المختلفة، خصوصًا أبو مقص العادي Forficula auricularia.
ويكون لحشرة أبو مقص خمسة تبديلات في العام قبل أن تصبح بالغة. وتوفر العديد من أنواع أبو مقص رعاية الأمومة، والتي لا تشيع بين الحشرات. ويمكن أن تقوم إناث حشرات أبو مقص برعاية البيض، وحتى بعد أن يفقس البيض مخرجًا حوريات، فإنها تستمر في مراقبة الحشرات الناجمة حتى ثاني حالة تبديل لها. ومع تبدل حالة الحوريات، تبدأ حالة ازدواج الشكل الجنسي، مثل الفروق التي تظهر في شكل الكماشات.
وبعض عينات حفريات أبو مقص من الرتبة الفرعية المنقرضة Archidermaptera تعود إلى أواخر العصر الترياسي (Triassic). وقد أشارت النظريات إلى أن العديد من رتب الحشرات ترتبط بشكل كبير بأبو مقص، رغم أن رتبة Grylloblattaria هي الأقرب.

## أسماؤه بالعامية
- الجزائر والمغرب : بُوجْلَم (الفعل جلم معناه قطع) "بو مقيقص" شمال المغرب
- لبنان: قصاص العزيزات (العزيزات هي الأنثيان)
- السودان: خادم العقرب
- فلسطين: قراصة الزبارة
- الأردن: 'سَمَعْمَعْ
- السعودية: قَرمُوص وأبو ذنبين
- مصر: أبو الطقاطيق
- العراق: گرّاص الخصاوي (أي قارص الخصيتين)
- الكويت: الحرقوس
- سوريا: مقص الحي
- سلطنة عمان: أبو داس
- تونس: بو مقص
- ليبيا : بو مقص.
- اليمن : كلبة الحداد

## وصلات خارجية
- Dermaptera - Earwigs from CSIRO
- Bugs in the Ear urban legend from Snopes
- Earwig Page from What's That Bug
- Earwig Research Center by Fabian Haas, Heilbronn
- BBC Science and Nature Wildfacts from BBC: Science & Nature
- ringlegged earwig on the UF / IFAS Featured Creatures web site
- Langston RL & JA Powell (1975) The earwigs of California (Order Dermaptera). Bulletin of the California Insect Survey. 20
- Mermis nigrescens on the UF / IFAS Featured Creatures Web site